# Knautia ujhelyii
Knautia ujhelyii är en tvåhjärtbladig växtart som beskrevs av Javorka. Knautia ujhelyii ingår i släktet åkerväddar, och familjen Dipsacaceae. Inga underarter finns listade i Catalogue of Life.